# 10. konjeniški polk (ZDA)
Za druge 10. polke glejte 10. polk.
10. konjeniški polk (angleško 10. Cavalry Regiment) je eden izmed konjeniških polkov Kopenske vojske ZDA.